# جينو سترادا
جينو سترادا (بالإيطالية: Gino Strada)‏ (21 أبريل 1948) جراح حرب إيطالي ومؤسس منظمة الطوارئ غير الحكومية والمعترف بها الامم المتحدة. عملت منظمة الطوارئ الغير حكومية في ثلاث عشرة دولة والتي تضررت من الحروب مثل العراق وأفغانستان والسودان وسيراليون وكمبوديا، وجمهورية أفريقيا الوسطى.

## روابط خارجية
- جينو سترادا على موقع IMDb (الإنجليزية)
- جينو سترادا على موقع مونزينجر (الألمانية)
- جينو سترادا على موقع ميوزك برينز (الإنجليزية)
- جينو سترادا على موقع ديسكوغز (الإنجليزية)